# Canton de Montmirail (Marne)
Pour les articles homonymes, voir Canton de Montmirail.
Le canton de Montmirail est un ancien canton français situé dans le département de la Marne et la région Champagne-Ardenne.

## Géographie
Ce canton était organisé autour de Montmirail dans l'arrondissement d'Épernay. 

## Représentation

### Conseillers généraux de 1833 à 2015
| Période | Période           | Identité                                                               | Étiquette             | Qualité                                                                                              |
| ------- | ----------------- | ---------------------------------------------------------------------- | --------------------- | --- |
| 1833    | 1835 (décès)      | Jean-Louis Nicolas Léonard (1768-1835)                                 |                       | Notaire, juge de paix, propriétaire à Montmirail                                                     |
| 1835    | 1841 (décès)      | Ambroise Polycarpe de La Rochefoucauld Duc de Doudeauville (1765-1841) |                       | Propriétaire à Montmirail                                                                            |
| 1841    | 1842 (annulation) | Zozime Athanase Antoine Destouy (1803-1886)                            |                       | Ancien notaire à Montmirail Propriétaire, maire du Thoult-Trosnay                                    |
| 1842    | 1848              | Denis Frérot                                                           |                       | Propriétaire, maire du Gault                                                                         |
| 1848    | 1871              | Désiré Clément Frérot                                                  |                       | Propriétaire du château de Désorée, maire du Gault                                                   |
| 1871    | 1877              | Baron Eugène Daru                                                      | Droite                | Maire de Charleville (1865-1884)                                                                     |
| 1877    | 1886 (décès)      | Désiré Le Blond                                                        | Républicain           | Avocat - Député (1848-1849 et 1871-1879) Sénateur (1879-1886)                                        |
| 1886    | 1895 (décès)      | Désiré de Portanier de La Rochette (1844-1895)                         | Républicain           | Conseiller à la Cour d'Appel de Paris, Villeneuve-la-Lionne                                          |
| 1895    | 1901              | Marie Albert Labbé                                                     | Républicain           | Notaire honoraire, propriétaire à Montmirail                                                         |
| 1901    | 1937              | Henry Merlin                                                           | GD (Radical)          | Avocat à Paris Sénateur de la Marne (1920-1941) Maire du Thoult-Trosnay, conseiller d'arrondissement |
| 1937    | 1940              | Jean de La Rochefoucauld                                               | URD                   | Maire de Montmirail (1929-1944) Nommé conseiller départemental en 1943                               |
|         |                   |                                                                        |                       | |
| 1945    | 1964              | René Charpentier                                                       | MRP                   | Ingénieur agronome Maire du Thoult-Trosnay Député (1945-1967)                                        |
| 1964    | 1992 (décès)      | Philippe Amelin                                                        | UNR puis UDR puis RPR | Médecin Maire de Montmirail (1963-1992)                                                              |
| 1992    | 2015              | Bernard Doucet                                                         | RPR puis App.UMP      | Chef d'entreprise Maire de Montmirail (2001-2014) Vice-Président du Conseil Général                  |

### Conseillers d'arrondissement (de 1833 à 1940)
| Période                                  | Période | Identité                                | Étiquette   | Qualité |
| ---------------------------------------- | ------- | --------------------------------------- | ----------- | --- |
| 1833                                     | 1848    | Marc Benjamin Cimber Bailly (1797-1851) |             | Marchand, maire de Montmirail (1830-1840) puis de Sézanne (1843-1850), Député (1848-1849)                   |
| 1848                                     |         | Jacques Alexandre Grandjean             |             | Juge de paix à Montmirail                                                                                   |
|                                          |         |                                         |             | |
| av.1891                                  |         | Charles Huet                            |             | Maire de Montmirail                                                                                         |
|                                          |         |                                         |             | |
| 1898                                     | 1901    | Henry Merlin                            | Républicain | Avocat à la Cour de Paris, conseiller municipal du Thoult-Trosnay                                           |
| 1901                                     | 1934    | Edmond Spément                          | Rad.        | Minotier au Moulin-Henry, boulanger, vigneron, maire de Bergères-sous-Montmirail                            |
| 1934                                     | 1940    | Désiré Couteau                          | PAPF        | Agriculteur, maire de Vauchamps                                                                             |
| 1940                                     |         |                                         |             | Les conseils d'arrondissement ont été suspendus par la loi du 12 octobre 1940 et n'ont jamais été réactivés |
| Les données manquantes sont à compléter. |         |                                         |             | |

## Composition
Le canton de Montmirail regroupait 19 communes et comptait 7 404 habitants en 2010.
| Nom                           | Code Insee | Intercommunalité          | Superficie (km2) | Population (dernière pop. légale) | Densité (hab./km2) |
| ----------------------------- | ---------- | ------------------------- | ---------------- | --------------------------------- | ------------------ |
| Montmirail (chef-lieu)        | 51380      | CC de la Brie champenoise | 48,82            | 3 640 (2014)                      | 75                 |
| Bergères-sous-Montmirail      | 51050      | CC de la Brie champenoise | 10,52            | 123 (2014)                        | 12                 |
| Boissy-le-Repos               | 51070      | CC de la Brie champenoise | 15,30            | 218 (2014)                        | 14                 |
| Charleville                   | 51129      | CC de la Brie champenoise | 17,67            | 259 (2014)                        | 15                 |
| Corfélix                      | 51170      | CC de la Brie champenoise | 8,27             | 110 (2014)                        | 13                 |
| Corrobert                     | 51175      | CC de la Brie champenoise | 14,26            | 199 (2014)                        | 14                 |
| Fromentières                  | 51263      | CC de la Brie champenoise | 8,88             | 381 (2014)                        | 43                 |
| Le Gault-Soigny               | 51264      | CC de la Brie champenoise | 26,09            | 542 (2014)                        | 21                 |
| Janvilliers                   | 51304      | CC de la Brie champenoise | 8,74             | 169 (2014)                        | 19                 |
| Mécringes                     | 51359      | CC de la Brie champenoise | 10,68            | 188 (2014)                        | 18                 |
| Morsains                      | 51386      | CC de la Brie champenoise | 14,33            | 127 (2014)                        | 8,9                |
| Rieux                         | 51460      | CC de la Brie champenoise | 11,56            | 191 (2014)                        | 17                 |
| Soizy-aux-Bois                | 51542      | CC de la Brie champenoise | 7,28             | 173 (2014)                        | 24                 |
| Le Thoult-Trosnay             | 51570      | CC de la Brie champenoise | 14,89            | 98 (2014)                         | 6,6                |
| Tréfols                       | 51579      | CC de la Brie champenoise | 14,39            | 156 (2014)                        | 11                 |
| Vauchamps                     | 51596      | CC de la Brie champenoise | 12,88            | 362 (2014)                        | 28                 |
| Verdon                        | 51607      | CC de la Brie champenoise | 11,39            | 205 (2014)                        | 18                 |
| Le Vézier                     | 51618      | CC de la Brie champenoise | 12,39            | 197 (2014)                        | 16                 |
| La Villeneuve-lès-Charleville | 51626      | CC de la Brie champenoise | 11,17            | 118 (2014)                        | 11                 |

## Démographie
| 1962  | 1968  | 1975  | 1982  | 1990  | 1999  | 2006  | 2010  |
| ----- | ----- | ----- | ----- | ----- | ----- | ----- | ----- |
| 5 479 | 6 214 | 6 162 | 6 281 | 6 472 | 6 707 | 7 118 | 7 404 |

## Sources
1. ↑  « Journal officiel de la République française. Lois et décrets », sur Gallica, 8 septembre 1886 (consulté le 16 novembre 2023).
2. ↑  « Journal officiel de la République française. Lois et décrets », sur Gallica, 29 septembre 1886 (consulté le 16 novembre 2023).
3. ↑  Rapports et délibérations du Conseil général de la Marne, Châlons-sur-Marne, Conseil général de la Marne, 1937 (ISSN 1262-490X, BNF 34438116, lire en ligne)
4. ↑  Rapports et délibérations du Conseil général de la Marne, Châlons-sur-Marne, Conseil général de la Marne, 1940 (ISSN 1262-490X, BNF 34438116, lire en ligne), N.P.
5. ↑  Journal officiel de la République française. Lois et décrets, parution 26 mars  1943, (en ligne).
6. ↑  Site du conseil général